# David Scott

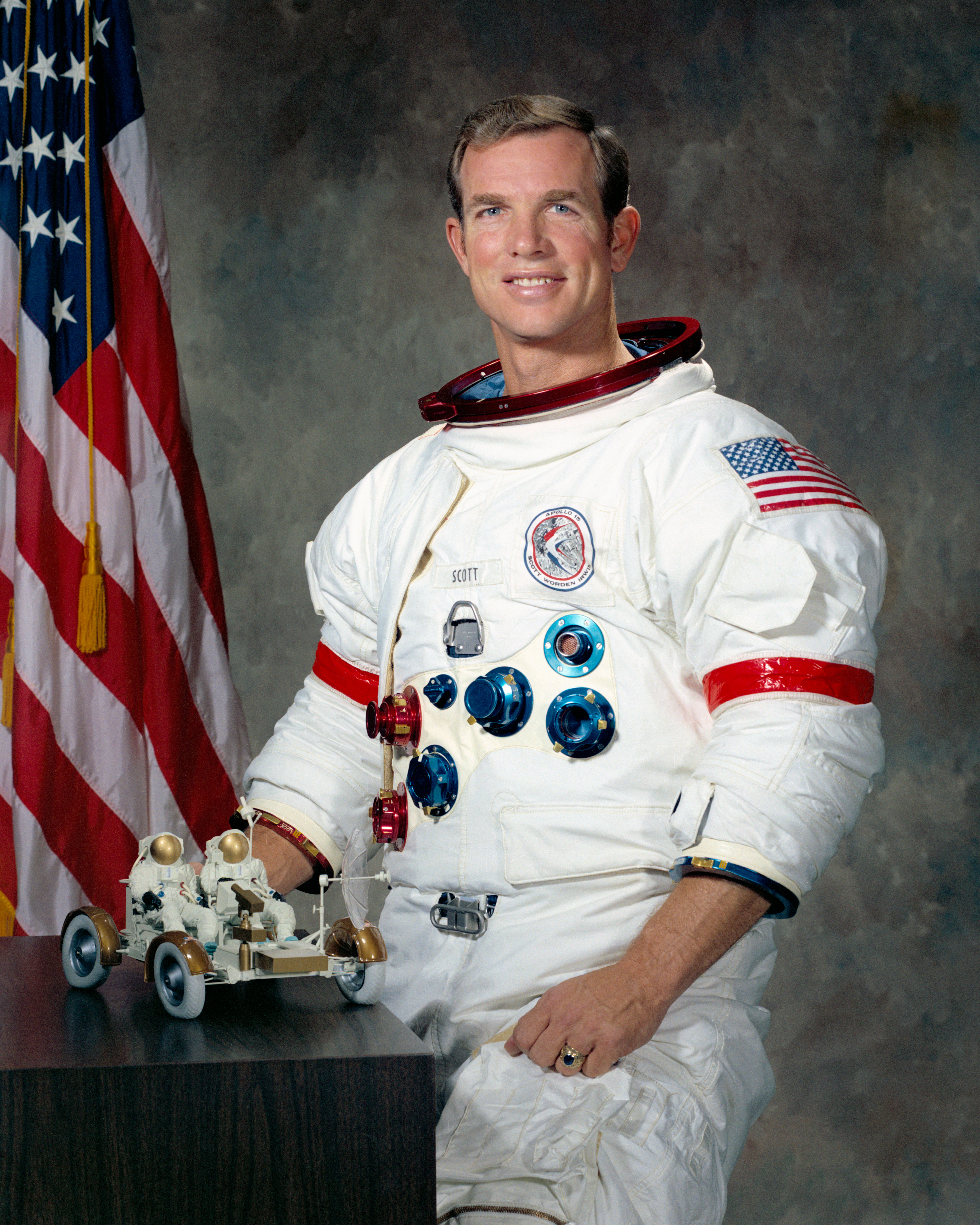
Astronautul David Randolph Scott

David Randolph Scott (n. 6 iunie 1932, San Antonio, Texas, SUA) este un astronaut american, membru al echipajului spațial Apollo 15, al 7-lea om care a pășit pe suprafața Lunii.
Ca astronaut, Scott a făcut primul său zbor în spațiu ca pilot al misiunii Gemini 8, împreună cu Neil Armstrong martie 1966, cheltuind doar sub unsprezece ore în Low orbita Pământului. Scott a petrecut apoi zece zile în orbită ca pilot Modulul de comandă la bordul Apollo 9, zbor spatial al doilea, împreună cu comandantul James McDivitt și Modulul lunar pilot Schweickart Rusty. În timpul acestei misiuni, Scott a devenit ultimul american pentru a zbura solo în orbita Pământului (nu de numărare EVA ulterioare nelegate de o bază). Scott a făcut zborul de-a treia și ultima, în calitate de comandant al misiunii Apollo 15, aterizare patra lunar umane, devenind a șaptea persoană să meargă pe Lună și prima persoană de a conduce vehicule pe Luna. 